# نيلسون أنغولو
نيلسون أنغولو هو لاعب كرة قدم إكوادوري، ولد في 19 يونيو 2003 في الإكوادور.

## وصلات خارجية
- نيلسون أنغولو على موقع قاعدة بيانات كرة القدم.إي يو (الإنجليزية)
- نيلسون أنغولو على موقع ناشيونال فوتبول تيمز (الإنجليزية)
- نيلسون أنغولو على موقع Soccerway.com (الإنجليزية)
- نيلسون أنغولو على موقع عالم كرة القدم.نت (الإنجليزية)